# Episodi di Hai paura del buio? (quarta stagione)
La quarta stagione della serie televisiva Hai paura del buio? è composta da 13 episodi, andati in onda in Canada dal 17 novembre 1993 al 19 gennaio 1994 su YTV e in Italia su RaiUno.
| nº | Titolo originale                      | Titolo italiano                            | Prima TV USA     | Prima TV Italia |
| -- | ------------------------------------- | ------------------------------------------ | ---------------- | --------------- |
| 1  | The Tale of the Renegade Virus        | La storia del virus Ribelle                | 1 ottobre 1994   |                 |
| 2  | The Tale of the Long Ago Locket       | La storia del medaglione di tanto tempo fa | 8 ottobre 1994   |                 |
| 3  | The Tale of the Water Demons          | La storia dei demoni dell'acqua            | 15 ottobre 1994  |                 |
| 4  | The Tale of Cutter's Treasure: Part 1 | Il tesoro di Cutter - Parte 1              | 29 ottobre 1994  |                 |
| 5  | The Tale of Cutter's Treasure: Part 2 | Il tesoro di Cutter - Parte 2              | 29 ottobre 1994  |                 |
| 6  | The Tale of the Quiet Librarian       | La storia della bibliotecaria silenziosa   | 5 novembre 1994  |                 |
| 7  | The Tale of the Silent Servant        | La storia del servitore silenzioso         | 12 novembre 1994 |                 |
| 8  | The Tale of the Room for Rent         | La storia della camera in affitto          | 19 novembre 1994 |                 |
| 9  | The Tale of the Ghastly Grinner       | La storia del sorriso terrorizzante        | 3 dicembre 1994  |                 |
| 10 | The Tale of the Fire Ghost            | La storia del fantasma del fuoco           | 10 dicembre 1994 |                 |
| 11 | The Tale of the Closet Keepers        |                                            | 7 gennaio 1994   |                 |
| 12 | The Tale of the Unfinished Painting   | La storia delle pitture incompiute         | 14 gennaio 1994  |                 |
| 13 | The Tale of Train Magic               | La storia della magia del treno            | 21 gennaio 1994  |                 |

## La storia del virus Ribelle
- Titolo originale: The Tale of the Renegade Virus
- Diretto da: Ron Oliver
- Scritto da: Gerard Lewis e Andrew Mitchell

## La storia del medaglione di tanto tempo fa
- Titolo originale: The Tale of the Long Ago Locket
- Diretto da: David Winning
- Scritto da: Gerald Wexler

## La storia dei demoni dell'acqua
- Titolo originale: The Tale of the Water Demons
- Diretto da: Ron Oliver
- Scritto da: Scott Peters

## Il tesoro di Cutter - Parte 1
- Titolo originale: The Tale of Cutter's Treasure: Part 1
- Diretto da: D.J. MacHale
- Scritto da: Chloe Brown

## Il tesoro di Cutter - Parte 2
- Titolo originale: The Tale of Cutter's Treasure: Part 2
- Diretto da: D.J. MacHale
- Scritto da: Chloe Brown

## La storia della bibliotecaria silenziosa
- Titolo originale: The Tale of the Quiet Librarian
- Diretto da: David Winning
- Scritto da: Susan Kim

## La storia del servitore silenzioso
- Titolo originale: The Tale of the Silent Servant
- Diretto da: Jean-Marie Comeau
- Scritto da: Wendy Brotherlin

## La storia della camera in affitto
- Titolo originale: The Tale of the Room for Rent
- Diretto da: Will Dixon
- Scritto da: Lucy Falcone

## La storia del sorriso terrorizzante
- Titolo originale: The Tale of the Ghastly Grinner
- Diretto da: Ron Oliver
- Scritto da: Ron Oliver

## La storia del fantasma del fuoco
- Titolo originale: The Tale of the Fire Ghost
- Diretto da: Jean-Marie Comeau
- Scritto da: Scott Peters

## The Tale of the Closet Keepers
- Titolo originale: The Tale of the Closet Keepers
- Diretto da: Iain Paterson
- Scritto da: Michael Kevis (storia) e David Preston (sceneggiatura)

## La storia delle pitture incompiute
- Titolo originale: The Tale of the Unfinished Painting
- Diretto da: David Winning
- Scritto da: Lucy Falcone

## La storia della magia del treno
- Titolo originale: The Tale of Train Magic
- Diretto da: D.J. MacHale
- Scritto da: Gerald Wexler